# 千中劇場
千中劇場（せんなかげきじょう）は、かつて存在した日本の映画館である。1910年（明治43年）8月、京都府京都市上京区の西陣京極に芝居小屋朝日座（あさひざ）として開館した。1923年（大正12年）には、寄席に業態を変更し京山亭（きょうざんてい）と改称、第二次世界大戦後に映画館に切り替わり、改称した。1959年（昭和34年）には千中ミュージック（せんなかミュージック）と改称、ストリップ劇場に転身した。

## 沿革
- 1910年8月 - 芝居小屋朝日座として開館[1]
- 1923年 - 寄席に転換、京山亭と改称[1][9]
- 1950年前後 - 映画館に転換、千中劇場と改称[1][2][3][4]
- 1959年 - ストリップ劇場に転換、千中ミュージックと改称[1][10]
- 1987年6月11日 - 火災により焼失・閉館[1]

## データ
- 所在地 : 京都府京都市上京区千本通中立売上ル東入ル東西俵屋町634番地
  - 「土屋町通一条下ル[2][3][4][5][6][7][11]」とも表記。現況は「月極千中パーキング」。

北緯35度1分32.88秒 東経135度44分37.19秒 / 北緯35.0258000度 東経135.7436639度
- 経営 : 田中興業[7][11]
- 代表 : 田中幸次郎[2][3][4][5][6][7][11]
- 支配人 : 古池義雄[2][3][4][5][6][7]
- 構造 : 木造二階建[2][3][4][5][6][7][11]
- 観客定員数 : 不明

## 概要

### 朝日座・京山亭の時代
1910年（明治43年）8月、京都府京都市上京区の西陣京極に芝居小屋朝日座として開館した。新京極通に松竹が直営した京都朝日座とは異なる。明治末から大正初期にかけて、東に西陣京極、西に五番町を擁する千本通界隈は、1912年（大正元年）に京都市電千本線が開通し、当時同館のほか、千本座（経営・牧野省三、1901年開館、のちの千本日活館）、京極座（1910年開館、のちの西陣東映劇場）、福の家（1911年開館、のちの西陣大映）、長久亭（1911年開館、のちの京都長久座）、大黒座（1920年開館、のちの西陣キネマ）といった芝居小屋・寄席が次々に開業し、新京極につぐ歓楽街として発展する時期にあった。1912年（大正元年）に千本座が日活の直営館になり映画常設館に業態変換（映画館化）したように、これらの実演劇場は追って映画館に変わっていった。
1923年（大正12年）には、寄席に業態を変更し京山亭と改称した。『上京 史蹟と文化』（1992年第2号）には「京山亭（昭和十二年寄席）」とあるが、同年9月2日付の『大阪朝日新聞京都附録』に同紙1万5,000号記念として、京都市内の興行割引券を読者に配布するとして挙げられたリストに、すでに長久亭、福之家（福の家）、西陣富貴（のちの富貴映画劇場）とともに「京山亭」として記載され、普通席に限り半額の割引を行った記録が残っている。同記事によれば、このころすでに日活の直営館であった千本座もこのリストに挙げられており、各等席いずれも半額の割引を行ったという。東京市四谷区にも寄席「京山亭」（かつての四谷山本亭、経営・京山大教）は存在したが、同館との関係は不明である。
この西陣の「京山亭」には、夢路いとし・喜味こいしの師匠であり、上方漫才の草分けとされる荒川芳丸も出演していたが、芳丸は1940年（昭和15年）10月20日、同館の高座で急死している。第二次世界大戦が始まり、戦時統制が敷かれ、1942年（昭和17年）、日本におけるすべての映画が同年2月1日に設立された社団法人映画配給社の配給になり、映画館の経営母体にかかわらずすべての映画館が紅系・白系の2系統に組み入れられる。かつての西陣地区の芝居小屋・寄席は、千本座はそのままの館名で、京極座は西陣ニュース映画館に、福の家は新興映画劇場から西陣大映劇場に、長久亭は京都長久座に、大黒座は西陣キネマに変わっており、すべてすでに映画館に転換していたが、「京山亭」だけは『映画年鑑 昭和十七年版』には掲載されておらず、寄席を続けていた。

### 千中劇場から千中ミュージックへ
戦後は、1950年（昭和25年）前後に映画館に切り替わり、千中劇場と改称した。戦後の同館は、田中幸次郎の個人経営、古池義雄が支配人を務めた。1958年（昭和33年）には、同館の経営は、田中幸次郎を代表とする田中興業に変更された。当時の同館は、輸入映画（洋画）の二番館で、ファーストランの終わった映画を1週遅れで上映していた。
1959年（昭和34年）には千中ミュージックと改称し、ストリップ劇場に転身した。『映画便覧 1960』には「千中ミュージック」として掲載されたが、以降は掲載されていない。映画監督の辻光明の回想によれば、同年10月11日に公開された『歌麿をめぐる五人の女』を監督するために、大映東京撮影所（現在の角川大映撮影所）から大映京都撮影所に出張していた木村恵吾が、毎日の撮影後には同館に熱心に通ったという話が残っている。同館のショーの過激さは、すでに東京に伝わっていたのだという。開館当初の経営は、田中幸次郎を代表とする田中興業であったが、以降については不明である。作家の豊原路子が原作・主演、作家の田中小実昌も出演して、1966年（昭和41年）3月に公開された映画『豊原路子の体当りマンハント旅行』の製作に際し、当時の同館の経営者が出資したとされている。
1987年（昭和62年）6月11日、火災により焼失、閉館した。跡地は駐車場「月極千中パーキング」である。